# Eleições presidenciais nas Filipinas em 2010
As eleições presidenciais filipinas de 2010 foram realizadas em 10 de maio, em conjunto com votações para a Câmara dos Representantes e no Senado.

## Resultados

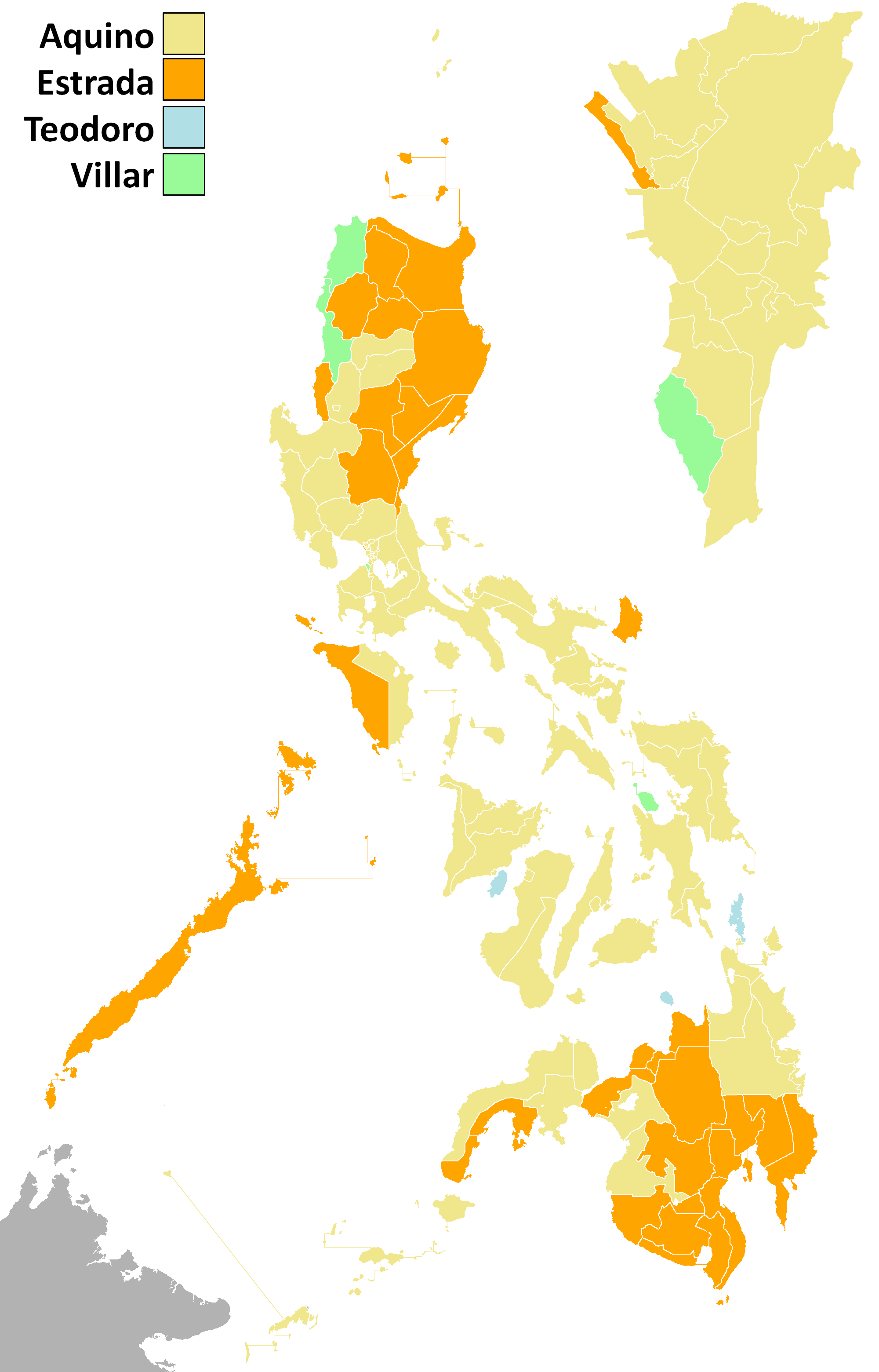
Resultados por província

| Candidato                              | Partido                                      | Resultados                             | Resultados |         |
| Candidato                              | Partido                                      | Votos                                  | %          |         |
| -------------------------------------- | -------------------------------------------- | -------------------------------------- | ---------- | ------- |
| Benigno Aquino III                     | Partido Liberal                              | 15.208.678                             | 42,08%     |         |
| Joseph Estrada                         | Pwersa ng Masang Pilipino                    | 9.487.837                              | 26,25%     |         |
| Manny Villar                           | Partido Nacionalista                         | 5.573.835                              | 15,42%     |         |
| Gilberto Teodoro                       | Lakas Kampi CMD                              | 4.095.839                              | 11,33%     |         |
| Eddie Villanueva                       | Bangon Pilipinas                             | 1.125.878                              | 3,12%      |         |
| Richard Gordon                         | Bagumbayan-Voluntários pelas Novas Filipinas | 501.727                                | 1,39%      |         |
| Nicanor Perlas                         | Independente                                 | 54.575                                 | 0,15%      |         |
| Jamby Madrigal                         | Independente                                 | 46.489                                 | 0,13%      |         |
| John Carlos de los Reyes               | Ang Kapatiran                                | 44.244                                 | 0,12%      |         |
| Total de votos válidos                 | Total de votos válidos                       | Total de votos válidos                 | 36.139.102 | 99,50%  |
| Vetallano Acosta (desqualificado)      | Kilusang Bagong Lipunan                      | 181.985                                | 0,50%      |         |
| Total de votos (com exceção dos nulos) | Total de votos (com exceção dos nulos)       | Total de votos (com exceção dos nulos) | 36.321.087 | 70,81%  |
| Votos registrados                      | Votos registrados                            | Votos registrados                      | 51.292.465 | 100,00% |
| Solicitação de votos                   | Solicitação de votos                         | Solicitação de votos                   | 278 de 278 | 100,00% |